# Hangwälder am Ebertsberg/Escheberg bei Elm
Hangwälder am Ebertsberg/Escheberg bei Elm este o arie protejată (arie specială de conservare — SAC, sit de importanță comunitară — SCI) din Germania întinsă pe o suprafață de 57,85 ha, integral pe uscat.

## Localizare
Centrul sitului Hangwälder am Ebertsberg/Escheberg bei Elm este situat la coordonatele 50°21′31″N 9°34′36″E / 50.3586°N 9.5767°E.

## Înființare
Situl Hangwälder am Ebertsberg/Escheberg bei Elm a fost declarat sit de importanță comunitară în noiembrie 2004 pentru a proteja un număr necunoscut de specii din flora spontană și fauna sălbatică aflate în arealul zonei. Situl a fost protejat și ca arie specială de conservare în martie 2008.

## Biodiversitate
Situată în ecoregiunea continentală, aria protejată conține 3 habitate naturale: Izvoare petrifiante cu formare de travertin (Cratoneurion), Păduri de fag Asperulo-Fagetum, Păduri de fag din Europa Centrală dezvoltate pe sol calcaros cu Cephalanthero-Fagion.
La baza desemnării sitului se află un număr nedeclarat de specii protejate.
Pe lângă speciile protejate, pe teritoriul sitului au mai fost identificate 3 specii de plante.